# NGC 87
NGC 87 (również PGC 1357) – galaktyka nieregularna (IBm/P), znajdująca się w gwiazdozbiorze Feniksa. Została odkryta 30 września 1834 roku przez Johna Herschela. Galaktyka ta należy do zwartej grupy nazywanej Kwartetem Roberta.
W galaktyce NGC 87 zaobserwowano supernową SN 1994Z.